# Am Wendentor 1

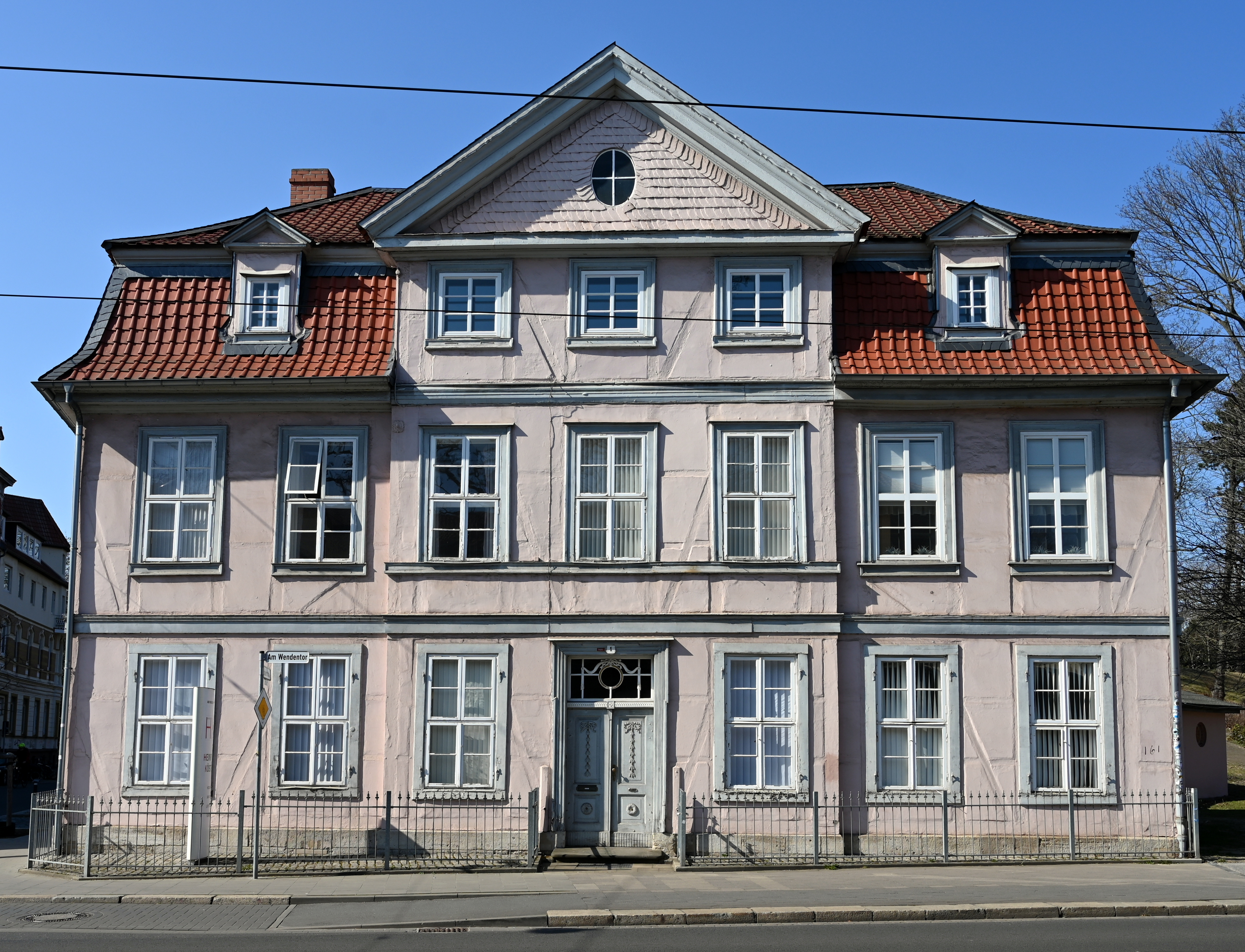
Das ehemalige Torschreiberhaus, Am Wendentor 1 im April 2023

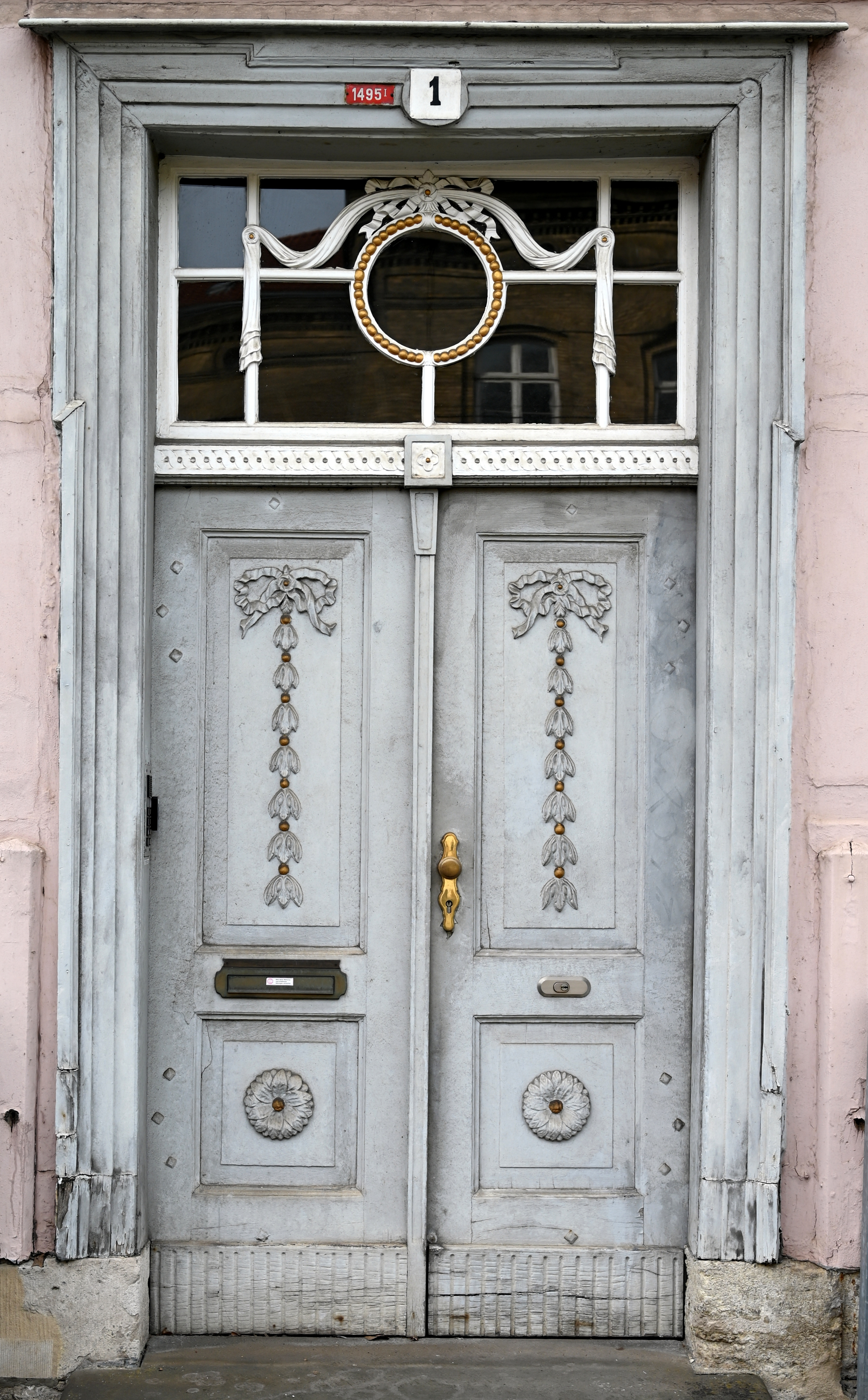
Eingangstür mit Verzierungen.

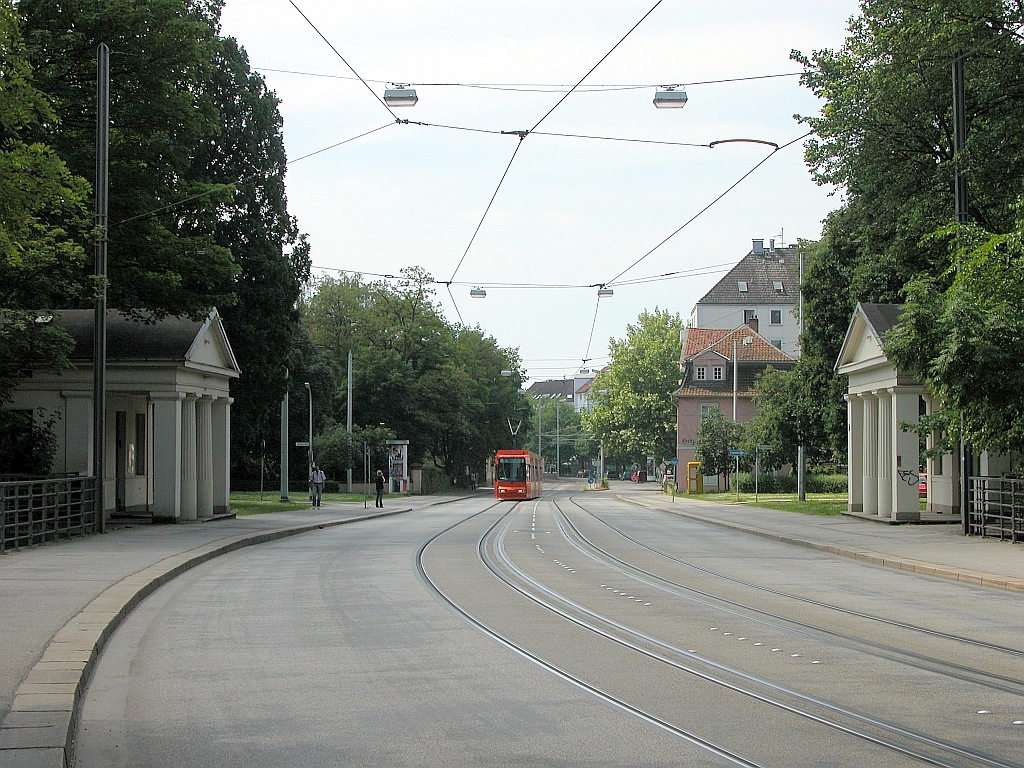
Die Torsituation heute: Blickrichtung Südwesten, rechts und links die beiden erhaltenen Krahesschen Torhäuser aus der Zeit um 1820, rechts im Hintergrund das rosafarbene Torschreiberhaus.

Das Gebäude Am Wendentor 1 in Braunschweig ist ein unter Denkmalschutz stehendes Fachwerkhaus, das nach herrschender Meinung Ende des 18. Jahrhunderts erbaut wurde. Es wird auch als Torschreiber- oder Toreinnehmerhaus bezeichnet.

## Geschichte

### Baujahr, Architekt und Zweck
Das genaue Baujahr und der Name des Architekten des freistehenden Hauses mit der Assekuranznummer 1683 sind heute unbekannt. Mehrheitlich wird allerdings davon ausgegangen, dass das Gebäude in der Zeit um 1780/90, am Übergang vom Barock zum Klassizismus, entstanden ist. Als Architekt wird Christian Gottlob Langwagen oder jemand aus seinem Umfeld vermutet.
Das Haus entstand zu einer Zeit, als die Stadt noch vollständig von der Bastionärbefestigung umschlossen war und nur durch die Stadttore betreten und verlassen werden konnte. Es wurde für den Torschreiber bzw. den Toreinnehmer des nur wenige Meter nördlich gelegenen Wendentores errichtet. Das Wendentor war eines der zehn Stadttore Braunschweigs. Händler, die in die Stadt kamen, um Waren auf den Märkten oder in Geschäften anzubieten, mussten bei Betreten der Stadt an diesen Toren die Akzise, eine Steuer auf bestimmte Waren, entrichten. Einnehmer dieser Steuer war der Toreinnehmer, der in unmittelbarer Nähe wohnte. Wie sämtliche Tore der Stadt, existiert auch das Wendentor heute nicht mehr, allerdings sind noch die beiden von Peter Joseph Krahe um 1820 entworfenen Torhäuser erhalten.

### Beschreibung
Das zweigeschossige, rechteckige Gebäude liegt etwas schräg nach Südwesten versetzt an der Straße „Am Wendentor“. Der Straßenname deutet auf die ursprüngliche „Torsituation“ hin. Das Wendentor war ein Stadttor, also Teil der Befestigungsanlagen der Stadt Braunschweig. Es befand sich im Norden der Stadt, unmittelbar vor dem dortigen Übergang über die Oker, die Braunschweig umschließt.
Obwohl aus Fachwerk erbaut, erweckt das Haus einen palaisartigen Eindruck. Es steht traufständig mit der Front nach Osten zur Straße „Am Wendentor“, der Verlängerung der Wendenstraße nach Norden. Die Fassade des Hauses ist symmetrisch gestaltet. Die zentrale Achse wird von einem leicht vorgerückten Mittelrisalit gebildet, in dem sich noch heute die ursprüngliche Eingangstür, mit Louis-seize-Verzierungen befindet, so ist das Oberlicht mit stilisierten Tuchgehängen verziert, auf den Türblättern sind u. a. Schleifen zu sehen. Die Tür ist eine der sehr wenigen erhaltenen aus der Zeit des braunschweigischen Herzogs Karl Wilhelm Ferdinand in Braunschweig. Die überwiegende Mehrheit wurde im Zweiten Weltkrieg durch alliierte Bombenangriffe zerstört. Der Risalit wird durch ein Zwerchhaus mit Dreiecksgiebel abgeschlossen. Auf dem gestuften Mansarden-Walmdach wurde rechts und links des Mittelrisalites je eine Dachgaube angebracht.
Deutlich farblich und plastisch hervortretende Gesimse aus Holz unterteilen die Fassade horizontal. Wie im Barock üblich, wurde das Haus farblich einheitlich gestaltet. Durch den einheitlichen Anstrich sollte der Eindruck eines massiven Steinhauses erweckt werden.

## Stadtgeografische Umgebung
Das Torschreiberhaus „Am Wendentor 1“ befindet sich am Südost-Hang des Gaußberges, ebenfalls ursprünglich ein Teil der Braunschweiger Bastionärsbefestigung. Keine 100 m vom Torschreiberhaus entfernt, steht am Südhang des Gaußbergers das 1880 von Fritz Schaper entworfene überlebensgroße Gauß-Denkmal. Der Gaußberg wiederum schließt an den nach Südwesten verlaufenden Inselwall, entlang dem westlichen Okerumflutgraben an. Nach Nordwesten des Wendentores schließt sich das Viertel der Technischen Universität an.